# Leuculopsis approximans
Leuculopsis approximans är en fjärilsart som beskrevs av Paul Dognin 1904. Leuculopsis approximans ingår i släktet Leuculopsis och familjen mätare. Inga underarter finns listade i Catalogue of Life.